# Бора Димитријевић Пиксла
Бора Димитријевић Пиксла (1913 - 1942) био је истакнути глумац аматер, редитељ и управник позоришта у Лесковцу. Рођен је у угледној породици Атанасија и Даре Димитријевић. Током Другог светског рата, активно се прикључио партизанском покрету. Његова храброст и преданост борби за слободу окончани су 27. јула 1942. године, када је стрељан од стране Гестапоа на Нишкој тврђави.

## Биографија
Рођен је 1913. године у Лесковцу. Завршио је Гимназију, а затим је студирао агрономију у Београду где се приклонио "напредној омладини" која се бунила против надолазећег фашизма. Године 1934. вратио се у Лесковац као студент и придружио се тек основаном Академском дилетантском позоришту. Режирао је прву представу Позоришта "Обичан човек" по тексту Бранислава Нушића и играо једну од главних улога у њој. Премијера је одржана 19. јануара 1935. године у сали хотела "Костић". Након тога је имао сукоб са управом Позоришта због неких самостално организованих представа, али је на скупштини Позоришта 29. децембра исте године управо он изабран за новог управника. На том месту је остао до 25. октобра 1938. године када је отишао из Лесковца, вративши се студијама. У међувремену је режирао и представе Културно-уметничког друштва "Абрашевић" у Лесковцу.
Међу првима се прикључио Кукавичком НОП одреду где је добио партизанско име Дуне. Већ крајем септембра 1941. године учествовао је у нападу на жандармеријску станицу у Власотинцу. Због реуме и болести у марту 1942. године крио се у Слишану и Свињарици, јер није могао да крене са остатком одреда на Кукавицу, али га је неко проказао недићевцима који су га ухватили и предали Бугарима, а ови Гестапоу у Нишу. Тамо је мучен, али није одавао информације. Изведен је пред немачки војни суд у Нишу и осуђен на смрт.

## Кућа Боре Димитријевића Пиксле
Кућа породице Димитријевић, позната као Градска кућа, један је од ретких примера оријентално-балканске архитектуре у Лесковцу. Саграђена је средином 19. века и одражава традиционални начин живота тог времена. Од претходних власника купио је отац Боре, Атанасије Димитријевић, који је у то време био председник првостепеног суда у Лесковцу. Кућа је препознатљива по еркерима, кандил соби и оригиналним пиротским ћилимима. Године 1948. у њој је почео са радом Градски народни музеј, а од 2002. године, у њој је смештена стална етнолошка поставка Народног музеја Лесковац. Под заштитом је државе као културно добро и служи као место за културне догађаје, укључујући и снимaње филмова попут „Било једном у Србији”.  
Градска кућа породице Димитријевић представља изузетан пример оријентално-балканске архитектуре са карактеристичним елементима као што су еркери који се ослањају на конзоле и затворена дивахана окренута ка дворишту. Унутрашњост куће обогаћена је детаљима попут осликаних таваница и ручно резбарених дрвених елемената, који сведоче о богатом културном животу Лесковца током 19. и почетка 20. века. Посебно се истиче кандил соба са местом за икону и кандило, која је коришћена за прославе и ритуале. 
Девојачка соба, са својим кибиц-прозором, представља јединствен аспект традиције. Она је била посебно место у кући, где су девојке пратиле догађања на улици и посматрале потенцијалне просце, што је био део породичних обичаја тог времена.